# Vallone dell'Urtier
Il Vallone dell'Urtier (pron. fr. AFI: [yʁtje] - in francese, Vallon de l'Urtier) è una valle secondaria della val di Cogne. Prende il nome dal torrente omonimo.

## Collocazione

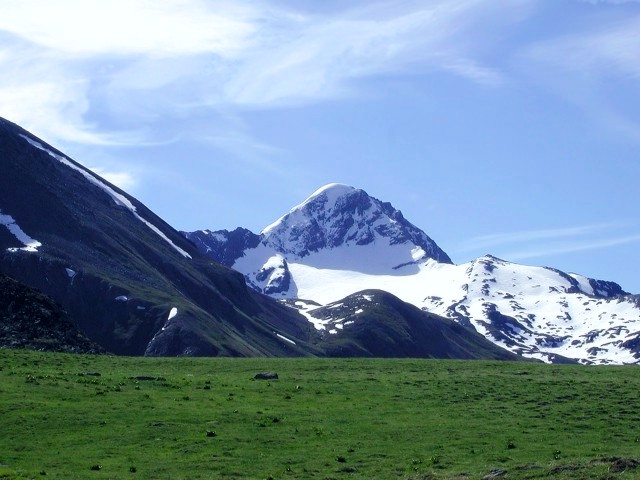
Punta Tersiva

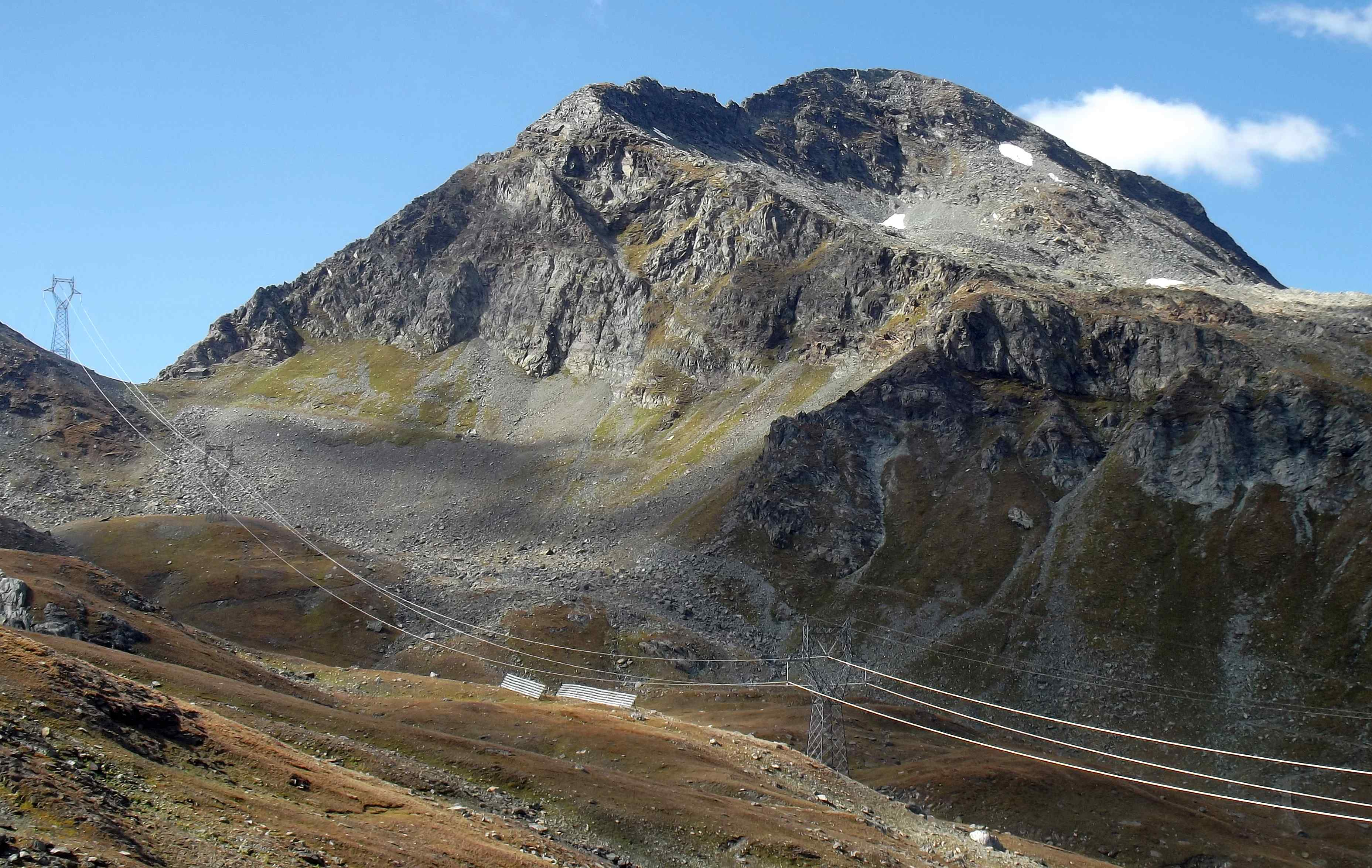
Torre Ponton

L'alta val di Cogne si suddivide in alcuni valloni: verso sud, la Valnontey, che porta alle pendici del Gran Paradiso, verso nord, il vallone di Grauson, con l'omonima punta, verso est si trovano invece il vallone dell'Urtier e la Valeille.

## Descrizione
Il vallone inizia a Lillaz, frazione di Cogne, dove la val di Cogne si divide nella Valeille e nel vallone dell'Urtier. Il vallone sale in direzione est fino ad arrivare alla Fenêtre de Champorcher, che lo collega con la valle di Champorcher.

## Montagne
Le montagne principali che contornano il vallone sono:
- Punta Tersiva - 3.515 m
- Penne Blanche - 3.254 m
- Pointe Coupée - 3.214 m
- Torre Ponton - 3.101 m
- Bec Costazza - 3.092 m
- Pointe noire du Misérin - 3.064 m
- Tête de la Nouva - 3.034 m
- Pointe de Péradzà - 3.019 m

## Valichi alpini
Alcuni dei principali valichi che contornano la valle sono:
- Colle di Acque Rosse (fr. col des Eaux-Rousses) - 2.961 m
- Colle dell'Arietta - 2.939 m
- Col Pontonnet - 2.898 m
- Colle di Bardoney - 2.883 m
- Col Misérin - 2.842 m
- Fenêtre de Champorcher - 2.826 m

## Turismo
Il vallone è percorso in tutta la sua lunghezza dalla Alta via della Valle d'Aosta n. 2. In alta valle si trova il rifugio Sogno di Berdzé al Péradzà.

## Sito di interesse comunitario
Il vallone dell'Urtier è stato riconosciuto sito di interesse comunitario con codice SIC IT1205065 per una superficie di 1506 ettari.